# Pierre Alexandre Clerc-la-Salle
Pierre Alexandre Clerc-La-Salle est un homme politique français né le 16 novembre 1765 à Niort (Deux-Sèvres) et mort le 25 juillet 1837 à Deyrançon (Deux-Sèvres).

## Biographie
Fils d'un négociant, il étudie le droit à Poitiers, puis devient administrateur du département des Deux-Sèvres en 1792. Juge suppléant au tribunal civil de Niort de 1800 à 1815, il devient avocat sous la Restauration. Il est député des Deux-Sèvres de 1822 à 1824, siégeant à gauche, dans l'opposition libérale.

## Sources
- « Pierre Alexandre Clerc-la-Salle », dans Adolphe Robert et Gaston Cougny, Dictionnaire des parlementaires français, Edgar Bourloton, 1889-1891 [détail de l’édition]